# Diocesi di Eudocia
La diocesi di Eudocia (in latino: Dioecesis Eudociatensis) è una sede soppressa del patriarcato di Costantinopoli e una sede titolare della Chiesa cattolica.

## Storia
Eudocia, nei pressi di Makri nell'odierna Turchia, è un'antica sede episcopale della provincia romana di Licia nella diocesi civile di Asia. Faceva parte del patriarcato di Costantinopoli ed era suffraganea dell'arcidiocesi di Mira.
La diocesi è documentata nelle Notitiae Episcopatuum del patriarcato di Costantinopoli fino al XII secolo. Tuttavia un solo vescovo è attribuibile a quest'antica sede episcopale, Fozio, che il 20 luglio 518 sottoscrisse la petizione inviata dal sinodo di Costantinopoli al patriarca Giovanni, perché rompesse i suoi legami con Severo di Antiochia e il partito monofisita e ristabilisse la fedecalcedonese.
A questo vescovo Le Quien aggiunge anche Timoteo, che prese parte al concilio di Efeso del 431, e Zenodoto, che fu tra i padri del concilio di Calcedonia del 451, i quali non furono vescovi di Eudocia, ma rispettivamente di Eudociade in Panfilia e di Telmisso in Licia.
Dal 1933 Eudocia è annoverata tra le sedi vescovili titolari della Chiesa cattolica; la sede è vacante dal 3 febbraio 1999. Due sono i vescovi a cui è stato assegnato questo titolo: Artur Michael Landgraf, vescovo ausiliare di Bamberga in Germania, e Jan Czerniak, vescovo ausiliare di Gniezno in Polonia.

## Cronotassi

### Vescovi greci
- Fozio † (menzionato nel 518)

### Vescovi titolari
- Artur Michael Landgraf † (17 ottobre 1943 - 8 settembre 1958 deceduto)
- Jan Czerniak † (18 novembre 1958 - 3 febbraio 1999 deceduto)